# Dirk van der Aa
Dirk van der Aa (n. februarie 1731, Haga, Comitatul Olanda, Provinciile Unite – d. 23 februarie 1809, Haga, Maasland Department⁠(d), Regatul Olandei) a fost un pictor neerlandez în stilul rococo, mai bine cunoscut pentru opera sa alegorică.

## Viața
S-a născut la Haga și a fost ucenic al lui Johann Heinrich Keller și apoi al lui Gerrit Mes, cu care a inițiat ulterior un atelier; s-au specializat în pictura decorativă grisaille. Printre studenții lui se regăsesc Evert Morel, Cornelis Kuipers, Johan Christiaan Roedig și Andries van der Aa. A murit în orașul său natal, Haga.